# Уда-Клокочов (комуна)
Уда-Клокочов (рум. Uda-Clocociov) — комуна у повіті Телеорман в Румунії. До складу комуни входять такі села (дані про населення за 2002 рік):
- Уда-Клокочов (953 особи) — адміністративний центр комуни
- Уда-Пачуря (1077 осіб)

Комуна розташована на відстані 126 км на південний захід від Бухареста, 50 км на захід від Александрії, 86 км на південний схід від Крайови.

## Населення
У 2009 року у комуні проживали 1920 осіб.